# 呉粛胡明
呉粛 胡明（ごしゅく こめい/こみょう/ごめい、生没年不詳）は、奈良時代の貴族・医師。氏姓は呉粛（無姓）のち御立連。名は呉明とも記される。位階は従五位上。御立 清道（みたち の きよみち）と同一人物とする説がある。

## 出自
胡明の出身一族と思われる「呉氏」は『新撰姓氏録』によると「百済国人徳率呉伎側之後也」とあり、百済系渡来氏族と想定される。

## 経歴
養老5年（721年）従五位下から従五位上に昇叙される。元正天皇が諸官人の中から学業に優れ人々の師範たるに堪える者を選んで褒賞を与えた際、医術に優れるとして、吉宜とともに絁10疋・絹糸10絇・麻布20端・鍬20口を与えられた。この時に選ばれた人物は、『藤氏家伝』に神亀年間の学芸の士としてあげられた者が多数であり、皇太子・首皇子（のちの聖武天皇）の教育のため、文芸学術に優れたものを近侍させたものと見られている。神亀元年（724年）多数の渡来人に対して日本風の氏姓が与えられた際、胡明は呉粛（無姓）から御立連に改姓している。
『藤氏家伝』では胡明のことを、神亀の頃の方士「御立呉明」と記している。
天平2年（730年）諸の博士が高齢で老衰してきたことから学業を後進に教授することになり、御立清道という者が3人の弟子を取って医術を学ばせるように命ぜられているが、この清道は胡明と同一人物ともされる。

## 官歴
『続日本紀』による。
- 時期不詳：従五位下
- 養老5年（721年） 正月5日：従五位上。正月27日：絁10疋・絹糸10絇・麻布20端・鍬20口
- 神亀元年（724年） 5月13日：呉粛（無姓）から御立連に改姓